# Jakub Plšek
Jakub Plšek (Jasenná, 1993. december 13. –) cseh utánpótlás-válogatott labdarúgó, az MTK Budapest csapatában játszik.

## Pályafutása

### Klubcsapatokban
Plšek a cseh Sigma Olomouc akadémiáján nevelkedett. 2012. október 6-án mutatkozott be a felnőttek között és a cseh élvonalban, egy Mladá Boleslav elleni 1–0-ra megnyert mérkőzésen. 2013. április 21-én szerezte meg első gólját. 2016. október 18-án öt gólt szerzett a másodosztályban a Prostějov ellen 7–0-ra megnyert mérkőzésen. 28 mérkőzésen 18 alkalommal volt eredményes a szezonban, ezzel gólkirályi címet szerzett és a bajnokság legjobb játékosának is megválasztották a szezon végén. 2020 januárjában szerződtette őt a Puskás Akadémia csapata. A 2019–20-as idényben a bronzérmes csapat tagjaként 15 mérkőzésen játszott.
2025. május 27-én jelentették be, hogy az MTK Budapest szerződtette két évre.

### A válogatottban
Többszörös cseh utánpótlás-válogatott.

## Sikerei, díjai

### Klub
Sigma Olomouc
- Cseh másodosztályú bajnok (2): 2014–15, 2016–17

 Puskás Akadémia
- Magyar labdarúgó-bajnokság ezüstérmes (2): 2020–21, 2024–25
- Magyar labdarúgó-bajnokság bronzérmes (3): 2019–20,[5] 2021–22, 2023–24

### Egyéni
- Cseh másodosztály gólkirály (1): 2016–17 (18 gól)